# Kościół św. Anny w Bielkowie
Kościół św. Anny w Bielkowie – katolicki kościół filialny zlokalizowany we wsi Bielkowo w gminie Kobylanka, w powiecie stargardzkim (województwo zachodniopomorskie). Należy do parafii św. Antoniego z Padwy w Kobylance.

## Historia i architektura
Pierwszy kościół w Bielkowie istniał już w XIII wieku. W XV wieku wzniesiono istniejącą dzisiaj świątynię, którą po pożarze w XIX wieku przebudowano gruntownie w stylu neogotyckim. Sytuowana na planie prostokąta budowla murowana jest z kamienia i cegły. Ściany zewnętrzne są otynkowane. Okna w nawie zakończone są ostrołukowo. Od zachodu do kościoła przylega trzykondygnacyjna wieża na planie czworoboku, zwieńczona ośmiobocznym, spiczastym hełmem. W wieży znajduje się ostrołukowy portal wejściowy oraz otwory okienne. Wokół kościoła znajduje się teren dawnego cmentarza, otoczony XVI-wiecznym, kamiennym murem.
Wnętrze kościoła nakrywa otynkowany strop sufitowy. Zachowała się XIX-wieczna empora chórowa, wsparta na filarach. Wyposażenie jest współczesne.
Po II wojnie światowej został konsekrowany jako świątynia katolicka w dniu 1 lipca 1945 roku.